# Giampaolo Galli
Giampaolo Galli (Milano, 13 marzo 1951) è un economista italiano.

## Biografia
Ha frequentato il liceo classico Cesare Beccaria e si è poi laureato con lode e dignità di pubblicazione in Economia politica presso l'Università Bocconi di Milano nel 1975. Ha conseguito il Ph.D. in economia nel 1980 presso il MIT, Massachusetts Institute of Technology, (Cambridge, Ma.), dove ha svolto attività di ricerca con Franco Modigliani e Robert Solow sulla teoria del rischio e i sistemi finanziari.
Nel 1979 ha svolto attività di ricerca presso il Fondo monetario internazionale, Washington. Fra il 1980 e il 1995, al servizio studi della Banca d'Italia si è occupato di mercato monetario, di ricerche econometriche e di previsioni economiche. Dal 1992 al 1995, come responsabile della Direzione internazionale del servizio studi della Banca d'Italia, si è occupato di relazioni monetarie internazionali all'interno dello Sme (Sistema monetario europeo) e con le altre principali aree. Ha inoltre rappresentato l'Italia in organismi internazionali, tra cui: Comitato monetario dell'Unione europea, Comitato di politica economica dell'OCSE, Comitato dei sostituti del G10.
Dal marzo 1995 al febbraio 2003 è stato capo economista di Confindustria. Dal marzo 2003 al gennaio 2009 è stato direttore generale dell'ANIA (Associazione nazionale fra le imprese assicuratrici). Fra il 1995 e il 2003 è stato: membro del National Institute of Economic Research (Londra); consulente della Commissione affari monetari e finanziari del Parlamento europeo sulle questioni della politica monetaria europea; membro del Emu Monitor di Francoforte; membro del gruppo di consulenti economici del Presidente della Commissione europea (Romano Prodi).
Dal 2003 al 2012 è stato consigliere del CNEL (Consiglio nazionale dell'economia e del lavoro). Dal 2009 al 2012 è stato membro del consiglio di amministrazione de Il Sole 24 Ore, della Fondazione Mai e di Cerved. Dal febbraio 2009 al luglio 2012 è stato direttore generale di Confindustria. È stato inoltre docente incaricato di econometria, di politica monetaria, di politica economica e di economia e finanza internazionale presso l'Università Bocconi di Milano, La Sapienza di Roma e l'Università Luiss-Guido Carli di Roma. È autore di numerosi articoli su quotidiani e riviste scientifiche.
Dal febbraio 2013 al marzo 2018 è stato deputato nel gruppo del Partito Democratico. Il 6 marzo 2013 è avvenuta la proclamazione ufficiale dell'elezione da parte dell'ufficio elettorale circoscrizionale. Dal 26 marzo al 7 maggio 2013 è stato componente della Commissione speciale per l'esame di atti del governo; dal 7 maggio 2013 è stato componente della V Commissione (bilancio, tesoro e programmazione).
Il 18 settembre 2018, su proposta dell'allora rettore Franco Anelli e di Carlo Cottarelli, è stato nominato vice direttore dell'Osservatorio sui Conti Pubblici Italiani presso l'Università Cattolica del Sacro Cuore, di cui è attualmente direttore. È docente incaricato di Economia Politica presso la sede di Roma dell'Università Cattolica del Sacro Cuore. È inoltre Senior Fellow della School of European Political Economy della LUISS (LUISS-SEP).

## Pubblicazioni
- 2019. Spese fiscali e coperture per la legge di bilancio, (con Luca Gerotto), Osservatorio CPI, 7 ottobre.
- 2019. Lezioni dall'Argentina, (con Edoardo Frattola), Osservatorio CPI, 18 settembre.
- 2019. Flat tax e spese fiscali: un bilanciamento difficile, (con A. Banfi e E. Valdes), Osservatorio CPI, 27 luglio.
- 2019. Gli investimenti pubblici nel Mezzogiorno, (con Alessandro Banfi), Osservatorio CPI, 3 luglio.
- 2019. Le ragioni della caduta degli investimenti. Formiche, 1 marzo.
- 2019. Commento all’Analisi costi-benefici del nuovo collegamento ferroviario Torino – Lione, (con C. Cottarelli), Osservatorio CPI, 9 febbraio.
- 2019. L'importanza della stabilità dei prezzi.
- 2019. Mercantilismo tedesco? Presentazione a LiberiOltre, 5 ottobre.
- 2019 Le sfide economiche del nuovo governo e l'Europa. Presentazione all'Assemblea di LibertàEguale, settembre 2019.
- 2019. La curva di Laffer e la flat tax (con L. Gerotto), Osservatorio CPI
- 2019 , Reducing Public Debt: The Experience of Advanced Economies over the Last 70 Years (June 16, 2019). (Con S. Bernardini, C. Cottarelli, e C. Valdes) Available at SSRN: https://ssrn.com/abstract=3405018 or http://dx.doi.org/10.2139/ssrn.3405018
- 2019. Collective Action Clauses and Sovereign Debt Restructuring Frameworks: Why and When is Restructuring Appropriate (April 25, 2019). EUROPEAN FINANCIAL INFRASTRUCTURE IN THE FACE OF NEW CHALLENGES, ed. by Franklin A., Carletti E., Gulati M. and Zettelmeyer J., 2019.
- 2019. Una legge sul salario minimo? Osservatorio CPI
- 2018. Il divorzio fra Banca d'Italia e Tesoro: teorie sovraniste e realtà. Osservatorio CPI, Novembre 2018.
- 2018. Perché non è ragionevole chiedere alla BCE di risolvere il problema dello spread, Osservatorio Cpi.
- 2018. Lo spread: cos'è e quali conseguenza ha sulla nostra vita, Osservatorio CPI, 22 ottobre.
- 2018. https://www.giampaologalli.it/wp-content/uploads/2018/09/euro-GG-LC-.pdf[collegamento interrotto] In Cosa succede se usciamo dall'Euro, a cura di Carlo Stagnaro, IBL libri.
- 2018. Può un aumento della spesa pubblica portare a una riduzione del deficit? Osservatorio CPI, 9 agosto.
- 2018. Can Fiscal Discipline Be Counterproductive? Archiviato il 3 novembre 2019 in Internet Archive. (Con Lorenzo Codogno), “Economia Italiana”, numero 1-2-3/2017.
- 2012. Io non ti pago. In “Sudditi” (a cura di Nicola Rossi). Istituto Bruno Leoni ed.
- 2010. La bassa crescita: i fatti e le letture. In “L'Italia possibile” (a cura di G. Ciccarone et al.). F. Brioschi ed.
- 2008. Direct Reimbursement in Motor Liability Insurance (with Carlo Savino), Giornale dell'Istituto Italiano degli Attuari, Volume LXX, n.1-2.
- 2007. Class action. Rivista Arel, n. 4/2007
- 2006. Assicurazioni, tra efficienza e tutela dei dati personali. Rivista Arel n. 2/2006.
- 2005. Solvency II: vigilanza prudenziale, gestione del rischio, competitività globale. MIB School of Management
- 2005. Towards a Good Governance in Financial and Insurance Services: Transparency in the Life Insurance Industry in Italy. The Geneva Papers on Risk and Insurance - Issues and Practice 30, 443–450 (1 July 2005). Palgrave.
- 2003. La previdenza complementare: il dibattito internazionale e le prospettive per l'Italia, Assicurazioni, ottobre – dicembre.
- 2003. Le imprese e la decisione economica in contesti di incertezza, Diritto ed Economia dell'Assicurazione, Giuffrè Editore, n. 2.
- 2002. La competitività dell'Italia. Vol. I: Scienza, ricerca, innovazione, (con Alberto Quadrio Curzio e Marco Fortis); Vol. I: Le imprese (con Luigi Paganetto); Vol. III: Regole per il mercato (con Mario Baldassarri e Gustavo Piga), Edizioni Il Sole 24 Ore.
- 2001. Employment Protection, Growth and Jobs, in “Tecnologia e Società”, Accademia Nazionale dei Lincei, Roma.
- 2000. Testimonianze e studi in ricordo di Paolo Baffi, in Ente per gli studi monetari, bancari e finanziari Luigi Einaudi, Quaderni di ricerca n. 22, ottobre.
- 2000. Regulatory Reform and Competitiveness in Europe, (with Jacques Pelkmans). Vol. I: Orizontal Issues; Vol. II: Vertical Issues, Edward Elgar Publishing, Regno Unito.
- 1998. Privatizzazioni e riforma della regolamentazione in Italia, in "Rivista trimestrale di Diritto Pubblico", n. 2, Giuffrè, Milano.
- 1998. L'Italia da semplificare: Le istituzioni (a cura di; con Sabino Cassese), Il Mulino, Bologna.
- 1998. La regolazione dell'impresa attraverso l'istituto della concessione (con M. Malgarini, M. Di Benedetto e C. Gallucci), in "L'Italia da semplificare: Le istituzioni", op-cit.
- 1998. Comprimere la spesa per interessi e diminuire la pressione fiscale, Info: L'Euro e le politiche per lo sviluppo e l'occupazione.
- 1997. La disoccupazione italiana (a cura di, con Sergio De Nardis), Il Mulino, Bologna.
- 1997. An Empirical Puzzle: Falling Migration and Growing Unemployment Differentials among Italian Regions (with Riccardo Faini, Pietro Gennari e Fulvio Rossi), European Economic Review, no.41 (3), 571-579
- 1996. The Microstructure of Foreign Exchange Markets (con Jeffrey A. Frenkel e Alberto Giovannini), The University Chicago Press.
- 1996. Mobilità e disoccupazione in Italia: un'analisi dell'offerta di lavoro (con Riccardo Faini e Fulvio Rossi), in G.Galli (ed.), La mobilità della società italiana, SIPI, Roma.
- 1996. Le prospettive dell'economia italiana (con Sergio De Nardis), Rivista di Politica Economica, febbraio.
- 1996. La Presidenza Italiana dell'Unione Europea e la Conferenza Intergovernativa per la Revisione dei Trattati, in CNEL, Roma, dicembre.
- 1996. La mobilità della società italiana, (a cura di) Vol. I: Mobilità delle persone e mercato del lavoro; Vol. II: Demografia delle imprese e concorrenza, istituzioni, cultura, politica. Editori SIPI, Roma.
- 1996. Credito e sviluppo economico, Rivista Bancaria, luglio 1996.
- 1994. Concerted interventions and the dollar: an analysis of daily data, (with Pietro Catte e Salvatore Rebecchini), in The International Monetary System (P. Kenen, F. Papadia and F. Saccomanni eds.), Saggi in memoria di Rinaldo Ossola con prefazione di Carlo A. Ciampi, Cambridge University Press.
- 1993. Finance and Development: The Case of Southen Italy (con Curzio Giannini e Riccardo Faini), in Finance and Development (a cura di Alberto Giovannini), Cambridge University Press.pg 158-213.
- 1992. Exchange rates can be managed!, (con Pietro Catte e Salvatore Rebecchini) International Economic Insights, Vol. 3 17-21
- 1992. Tassi d'interesse e debito pubblico negli anni ottanta: interpretazioni, prospettive, implicazioni per la politica di bilancio (con Francesco Giavazzi), in Il disavanzo pubblico in Italia: natura strutturale e politiche di rientro, Vol.II, Il Mulino, Bologna.
- 1992. Bilancia dei pagamenti e intermediazione finanziaria nel Mezzogiorno, in Il Mezzogiorno. Sviluppo o stagnazione? (a cura di Mariano D'Antonio), Il Mulino, Bologna.
- 1991. Fiscal Responsibility, Monetary Policy and Exchange Rates (con Rainer S. Masera), in Value and Capital Fifty Years Later (L. McKenzie and S. Zamagni eds.), Conferenza dell'International Economic Association in onore di Sir John Hicks, Macmillan.
- 1991. Debito pubblico, necessità e costi dell'aggiustamento: il caso dell'Italia (con Rainer S. Masera), in Bilancio pubblico e risparmio privato (a cura di T. Jappelli), FrancoAngeli, Milano.
- 1990. Il sistema finanziario del Mezzogiorno (a cura di; con Marco Onado), Banca d'Italia: Numero speciale dei Contributi all'analisi economica, Prefazione di Carlo A. Ciampi.
- 1990. Dualismo territoriale e sistema finanziario (con Marco Onado), in Banca d'Italia, 1990, op.cit.
- 1990. “Short and Long Run Properties of the Bank of Italy Quarterly Econometric Model”, (con Daniele Terlizzese and Ignazio Visco) in Dynamic Modelling and Control of National Economy, Vol. 2, IFAC Symposium, Edinburgh, 27–29 June.
- 1989. Un modello trimestrale per la previsione e la politica economica. Le proprietà di breve e di lungo periodo del modello della Banca d'Italia (con Daniele Terlizzese e Ignazio Visco), Politica Economica, n.1, aprile, p. 37.
- 1988. Public Debt and Households' demand for monetary assets in Italy: 1970-86, Discussion of Andrea Bollino and Nicola Rossi in High Public debt: the Italian experience (Francesco Giavazzi and Luigi Spaventa eds.), CEPR Cambridge University Press.
- 1988. On the Difference between Tax and Spending Policies in Models with Finite Horizons (con W. Branson), NBER Working Paper No.2557.
- 1987. La tassazione dei titoli pubblici in Italia: effetti distributivi e macroeconomici, Economia Pubblica n. 7/8, luglio/agosto.
- 1987. Il massimale sui prestiti bancari: aspetti teorici e verifiche empiriche (con Carlo Cottarelli, P. Marullo Reedtz e G. Pittaluga), Banca d'Italia: Ricerche quantitative e basi statistiche per la politica economica.
- 1987. Debito pubblico e politica monetaria. Vincolo di bilancio e sostenibilità del debito: analisi e prospettive (con A. Cividini e R.S. Masera) in Debito pubblico e politica economica in Italia (a cura di Franco Bruni), Collana Giorgio Rota, Ricerca n. 1, SIPI editore.
- 1986. Monetary Policy through Ceilings on Bank Lending (con Carlo Cottarelli, Paolo Marullo Reedtz e Giovanni Pittaluga), Economic Policy, Università di Cambridge, Ottobre, 674-710.
- 1986. Modello trimestrale dell'economia italiana (con AA.VV.), in Banca d’Italia: Temi di discussione, n.80, dicembre.
- 1986. Il premio Nobel 1985 per l'economia: Franco Modigliani, in Banca Toscana Studi e Informazioni, n. 1.
- 1986. Aspetti istituzionali del vincolo estero. Costi e benefici della partecipazione dell'Italia a una Unione Monetaria Europea (Commento a Giorgio Basevi e Francesco Giavazzi), in Ente Luigi Einaudi: Oltre la crisi, Il Mulino, Bologna.
- 1985. The Interaction of Credit and Foreign Exchange Markets in a Stylized Model of Italian Financial Sector, (con Ignazio Angeloni), Greek Economic Review, April.
- 1985. Tasso reale, crescita e sostenibilità del debito pubblico, in Banca d'Italia: Contributi all'analisi economica, dicembre.
- 1984. Una stima delle funzioni di domanda di attività finanziarie (con F. Cotula, E. Lecaldano, V.Sannucci e E. Zautzik) in Banca d'Italia: Ricerche quantitative per la politica economica.
- 1983. Real Rates of Interest and Public Sector Deficits: an Empirical Investigation (con Rainer S. Masera), Economic Notes, Vol.12, no.3, Siena.
- 1983. Monetary and Credit Targets in an Open Economy (Discussion of Lucas Papademos and Franek Rozwadowski), in The Political Economy of Monetary Policy: National and International Aspects (D. Hodgman ed.), Proceedings of a Conference sponsored by Banca d’Italia and Federal Reserve Bank of Boston.
- 1983. Mercato monetario e mercato dei cambi in Italia: note per la costruzione di un modello econometrico (con Ignazio Angeloni), in Banca d’Italia: Ricerche sui modelli per la politica economica.

## Contributi
- 2021. Davide Sartini, Meteore. Il coraggio dell'autodeterminazione, ISBN 9798591913663
- 2010. Alberto Mingardi, Alphonse Crespo e Günter Neubauer, Eppur si muove. Come cambia la sanità in Europa, tra pubblico e privato, IBL Libri, ISBN 978-8864400181
- 2009. Arnold Kling, La sanità in bancarotta. Perché ripensare i sistemi sanitari, ISBN 978-8864400006